# Конрад де ла Фуенте
Конрад де ла Фуенте (англ. Konrad de la Fuente, нар. 16 липня 2001, Маямі) — американський футболіст, лівий вінгер клубу «Олімпік» (Марсель) і збірної США. На правах оренди грає за «Олімпіакос».

## Клубна кар'єра
Народився 16 липня 2001 року в місті Маямі. Вихованець футбольної школи клубу «Барселона»
. 1 грудня 2018 року дебютував на дорослому рівні в матчі резервної команди «Барселона Б».

## Виступи за збірну
У складі молодіжної збірної США де ла Фуенте взяв участь у молодіжному чемпіонаті світу 2019 року в Польщі.